# Conops atrogonius
Conops atrogonius är en tvåvingeart som beskrevs av Seguy 1930. Conops atrogonius ingår i släktet Conops och familjen stekelflugor.
Artens utbredningsområde är Marocko. Inga underarter finns listade i Catalogue of Life.